# لیپتسه رمونتووسکیه
لیپتسه رمونتووسکیه (به لاتین: Lipce Reymontowskie) یک روستا در لهستان است که در گمینا لیپتسه رمونتووسکیه واقع شده‌است. لیپتسه رمونتووسکیه ۱٬۲۰۰ نفر جمعیت دارد.